# Рідновірство

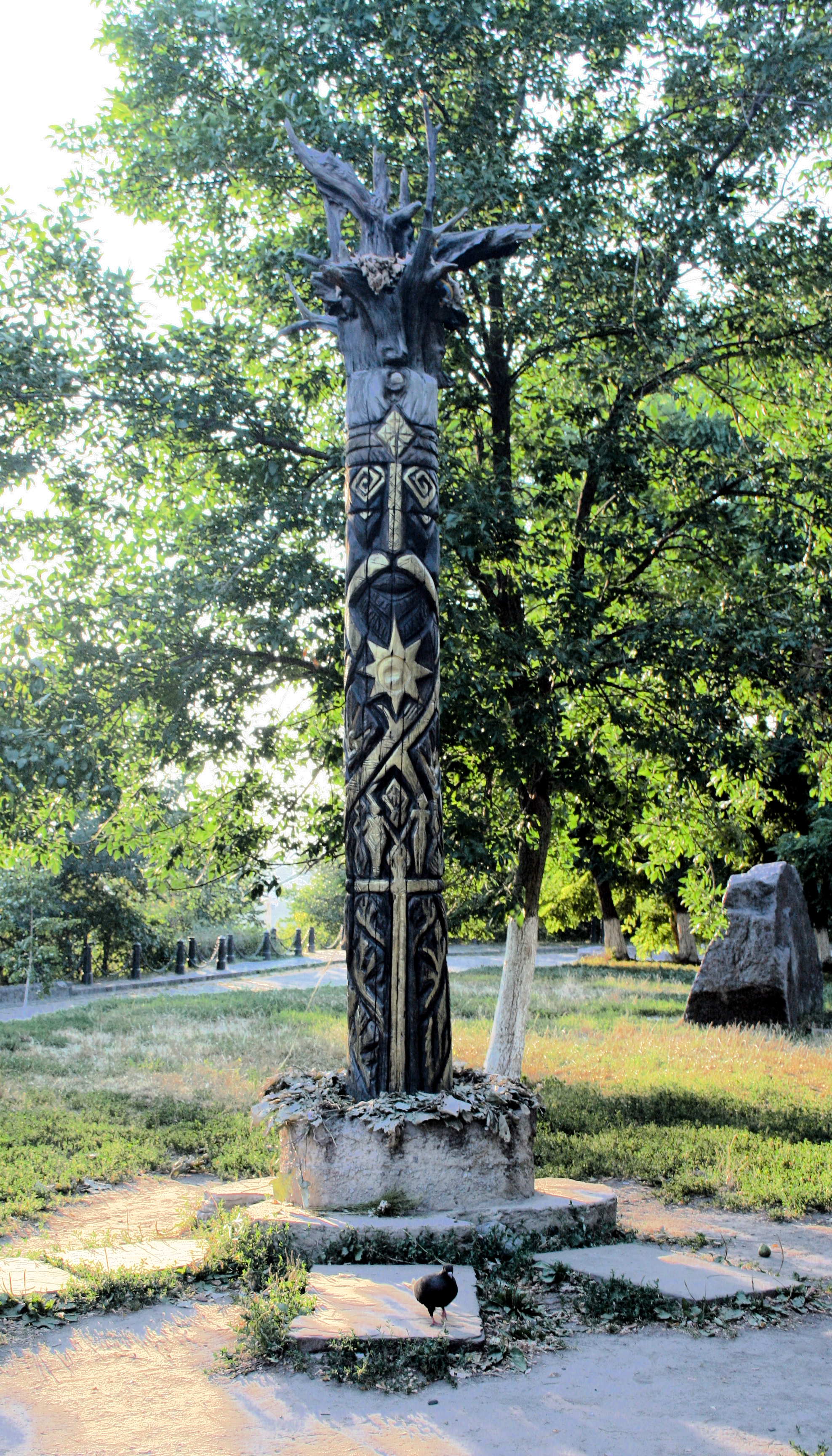
Ідол Перуна, Київ

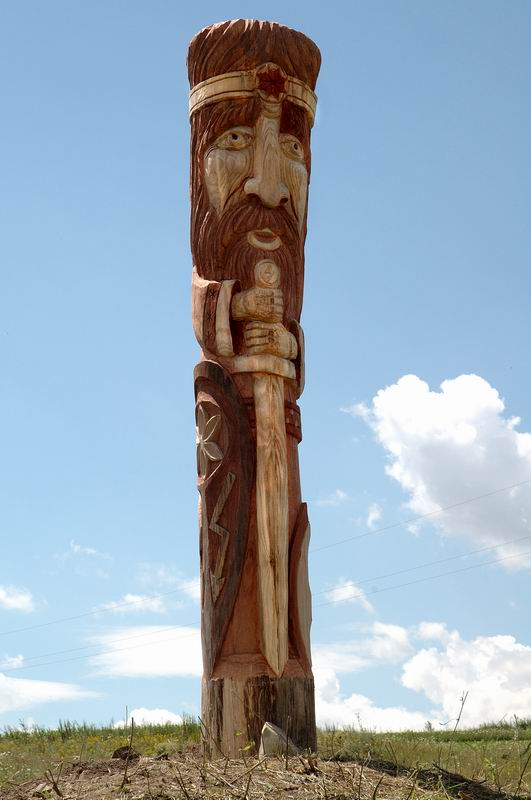
Ідол Перуна, Тернопільська обл.

Рідновірство, рідна віра, рідновір'я — сучасний релігійний напрямок, який базується на сучасній неоязичницькій літературі. Своєю метою проголошує «відродження рідної слов'янської віри» (звідки назва «рідновір'я»). Для всіх течій слов'янського неоязичництва притаманна ідея відродження праслов'янських вірувань (ідолопоклонства), які прихильники «рідновірства» вважають єдино автентичними для слов'янина.

## Книжкові джерела «традиційного рідновір'я»
Усі «книжкові джерела традиційного рідновір'я» можна поділити на групи:

1) Класичні джерела зі слов'янського (передовсім «Київо-Руського») язичництва:
- Афанасьєв О. М. Поэтическія воззренія славянъ на природу. Тома 1—3. М., 1865—1869 гг.;
- Срезневський І. І. Словарь Древнерусскаго Языка (въ 6-ти томахъ). М., 1989;
- Гальковський Н. М. Борьба христіанства с остатками язычества въ древней Руси. Въ двух томахъ: том первый — 1916 годъ, томъ второй — 1913;
- Анічков Є. В. Язычество и Древняя Русь. Спб., 1914;
- Зеленін Д. К. Очерки русской миѳологіи. Петроградъ. 1916.
- Праці Стрийковского, Нідерле тощо;
- Митрополит Іларіон (Огієнко). Дохристиянські вірування українського народу. Історико-релігійна монографія (1965);
- праці академіка Бориса Рибакова : «Язычество стародавних славян»(рос.) (1981), «Язычество древней Руси»(рос.) (1987).
- праці професора Лозко Галини Сергіївни: «Українське язичництво» (1994), «Українське народознавство» (К., Зодіак-ЕКО, 1995. — 368 с.; Друге доповнене вид.: К., АртЕК, 2004.- 470 с.; третє вид. — Харків, 2005; четверте вид. — Харків, 2010), «Волховник. Правослов» (Серія: «Пам'ятки релігійної думки України-Русі». — К., «Сварог», 2001. — 144 с.), «Іменослов: імена слов'янські, історичні та міфологічні» (К., Редакція часопису «Сварог», 1998. — 176 с.), Велесова Книга. Волховник / Переклад, дослідження, оригінальні тексти та словник на 8500 слів. (К., «Такі справи», 2002.- 368 с.; друге видання: Вінниця, «Континент-Прим», 2004. — 500 ст.; третє вид. — 2006, четверте — 2007), «Коло Свароже. Відроджені традиції» (Вид. «Український письменник». — К., 2004. — 222 с.), «Пробуджена Енея. Європейський етнорелігійний ренесанс» (Харків: Див, 2006. — 468 с.), «Дерево Життя: Українська міфологія» (для середнього шкільного віку. — К., 2009. — 48 с.).
- Слов'янські вірування. Писемні джерела / укладач В'ячеслав Артюх. Суми: Вид-во СумДУ, 2009. 130 с.

2) У 1960—1980 роки масовими тиражами вийшли якісні російські переклади збережених священних політеїстичних текстів й епосу індоєвропейських народів з докладними коментарями. Недолік письмових першоджерел про «споконвічну слов'янську культуру» реконструктори прагнули компенсувати підвищеним інтересом до античної та ведичної традиціям, Едди, вірувань давніх народів (навіть не індоєвропейських). В 1960—1980 було перевидано «Повне зібрання російських літописів». Відомий широко схожістю картини сотворення Світу із українською фінський епос «Калевала».
3) Потужний вплив на розвиток неоязичництва справила публікація Велесової Книги в Україні (журнал Дніпро, квітень 1991) та в Росії (1992).
4) З часом Велесова книга втратила своє значення і увага неоязичників переключається вже на напрацювання сучасних жерців дослідників та практиків. Відомим авторитетом користуються книги Михайла Спєранського (Волхв Велимир), Єрмакова та Гаврилова (всі належать до КЯТ — РФ). Популярні праці священнослужителів і інших течій язичництва Доброслава, Казакова (ССО СРВ — РФ) та ін.
5) Але головним джерелом з якого черпають думки дослідники є описи мандрівників очевидців. Серед найвідоміших:
- Геродот із Галікарнасу Скіфія. Переклад із німецької Коструби
- Саксон Граматик Діяння Данів
- Гальмонд Слов'янські хроніки
- Ібн Фадлан Ходіння на Волгу
- Аль Масуді Золоті Луки
- Герберштейн Записи про Московію
- пам'ятка Слово о полку Ігоревим

6) Власне самі християнські літописи, з яких дізнаємося описи язичницьких культів та діяння волхвів давнини здебільшого в негативній інтерпретації. Це літописи: Руський, Лаврентївський, Іпат'євський. Літописи Радзивілівський та Повість Нестора Літописця серед професійних жерців язичництва підлягається сумніву через багато недостовірностей при порівнянні мініатюр та текстів із літописами сусідів.

## Божества слов'янського неоязичництва
Згідно з вказаними вище джерелами, Богами слов'янських неоязичників є : Дажбог, Перун, Пеперуда, Сварог, Велес, Триглав, Троян, Чорнобог, Мокоша, Чорновит, Ситіврат, Прове, Поренут, Позвізд, Ярило, Яроит, Хорс, Мати Земля, Жива, Святовид, Стрибог та інші слов'янські Боги, які мисляться як «нерозривна група Богів, що об'єднані в Сварозі-небі».
В той самий час громади, які відкидають Велесову Книгу, відкидають і деяких богів звідти: Матір Славу, Коляду, Числобога, Праву, Семаргла, Купайла. Кожна по своєму намагається це пояснити. Наприклад є думка, що Коляда, Купайла та Коструба — назви священних вогнищ та свят, але не назви богів. Назву Семаргл пояснюють, як Напівбог Ярило, Семя Ярила і інше. Числобогу не довіряють через компрометацію його образу в начебто підробленій колекції Прилвицьких ідолів ювеліра Якова Шпонхольца. І таких особливостей безліч, так як робота по впорядкуванню пантеону триває.

## Громади неоязичників
Неоязичництво розповсюджене передовсім в Україні, а також в низці слов'янських країн: Польща, Словаччина, Чехія; також в США та Канаді, де компактно проживають українці та інші слов'яни.
Загалом в Україні — діє близько сотні громад неоязичників (порахувати їх важко у зв'язку з плинністю).

### Напрямки неоязичництва
В слов'янському неоязичництві є основні напрямки:

1. «Православне рідновір'я», яке базується на творах В. Шаяна;— члени ПР використовують автентичні українські співи і стилізовані під давнину молитви, мають свої священні книги — Велесову Книгу як «Волховника»; «Православ»; обрядовий календар «Коло Свароже». Цей напрямок продовжує традицію громади «Рідна віра», яка започаткована у 1946 р. професором В. Шаяном. Цей напрямок є наймасовішим в українському неоязичництві.

2. «Неорелігія на базі рідновір'я», яка «модернізує традиційні міфи — релігію слов'ян» :

- РУН-віра, найбільш потужня течія серед «течій, які дещо модернізують традиційне рідновірство». Теж ґрунтується на «класичних джерелах з українського язичництва» та на Влес-Книзі, але з деякими змінами; найбільша зміна: піднесенням ролі Дажбога до ролі «єдиного бога»; до монотеїзму Дажбога.

3. Неправославне Традиційне неоязичництво
- «Великий Вогонь» (або «Вчення „огніщан“») — відрізняється від інших напрямків неоязичництва своєрідним нетеїстичним світоглядом, який базується на т. з. «слов'яно-балтійській духовній традиції». Вчення «Великого Вогню» формувалось в Україні — налагоджені тісні контакти з литовським рухом «Ромува», латвійським рухом «Дієвтурі», «Кругом Язичницької Традиції» (КЯТ) з Росії. Вплив творів Силенка і Шаяна на відродження «рідної віри» послідовники «Великого Вогню» вважають негативними. У вченні відсутні поняття «Право», «Наво», «Яво».

- «КРУК» молода, ще не зареєстрована, течія. Вчення «КРУК» базується на вивченні історичних джерел та етнографії. Повністю відкидає Велесову Книгу та фальсифікації XIX століття епохи романтизму, фальсифікації кінця ХХ століття, такі як вчення інгліїзму та альтернативна історія. Повністю відкидається вчення так званого ведизму, як і будь-які спроби поріднити слов'янську традицію з Індуїзмом. Повністю відкидається скандинавізм. Натомість, послідовники «КРУК» вивчають шаманські культи та використовують деякі шаманські практики. Пробують налагодити контакти з Слов'янами Західної Європи, а саме з Сербами, Хорватами, Словенами, Поляками тощо. Погляди на інші течії подібні до поглядів «Великого Вогню».

## Науково-критичний погляд на слов'янське неоязичництво
Головній критиці піддається священна книга багатьох слов'янських неоязичників — Велесова Книга, літературний фальсифікат, створений в XIX або більш імовірно XX столітті, який імітує праслов'янську мову та містить опис історії, міфології та релігії слов'янських племен «русів».
Наукова спільнота спеціалістів у галузі слов'янської філології та історії вважає Велесову книгу безумовною пізньою підробкою, а мову тексту — вигаданою дилетантами. Підробленість доводиться аналізом мови, якою вона написана, безліччю історичних анахронізмів, великою кількістю суперечностей у розповідях про історію знахідки та обставинами її публікації. Проте, існують окремі науковці та численні ентузіасти, які відмовляються брати до уваги численні факти та відстоюють її істинне давньослов'янське походження.